# Die Publicisten
Die Publicisten ist ein Walzer von Johann Strauss Sohn (op. 321). Das Werk wurde am 4. Februar 1868 im Sofienbad-Saal in Wien erstmals aufgeführt.

## Einzelnachweis
1. ↑  Quelle: Englische Version des Booklets (Seite 54) in der 52 CDs umfassenden Gesamtausgabe der Orchesterwerke von Johann Strauß (Sohn), Hrsg. Naxos (Label). Das Werk ist als zehnter Titel auf der 18. CD zu hören.